# Latino!
Albums de Cal Tjader
Brubeck Tjader (Volume II) Latin For Dancers
Latino! est un album studio de la discographie de Cal Tjader enregistré en 1960 et sorti (probablement) en 1962 qui contient plusieurs standards en version Latin jazz : « A Night in Tunisia », « Afro Blue » et « The Continental » qui est l'extrait single de cet album.

## Titres
1. Afro blue (A1) - 6:30 ∫ de Mongo Santamaria et John Coltrane (reprise réarrangée)
2. Cuban fantasy  (A2) - 6:40 ∫ de Ray Bryant
3. Rezo  (A3) 6:03 ∫ de Rey Guerra et Edu Lobo
4. Mambo terrifico (B1) 4:14 ∫ de Jose Lozano
5. A Night in Tunisia (B2)  9:13  ∫ de Dizzy Gillespie et Frank Paparelli (reprise réarrangée)
6. The Continental (B3)  4:40  ∫ de Con Conrad et Herbert Magidson (reprise réarrangée)

## Single extrait au format 45 (7")
- 1962 : 1. The Continental (A1) (Single) / 2. Mambo Terrifico (B2) ∫ Référence[3] : Fantasy Records Fantasy  F-562  produit par ....

## Personnel & Enregistrement
On retrouve 3 formations de Cal Tjader sur cet album.
- Enregistrements en studio de 1960 (sans plus précision). Masters Fantasy Records.

## Design de Couverture
- Illustration de :

## Informations de Sortie
- Année de Sortie : 1962
- Intitulé : Cal Tjader - Latino! (avec noms d'artistes apparaissant nommément en invités)
- Label : Fantasy Records
- Référence Catalogue : Fantasy F-3339
- Format :  LP 33 ou (12")
- Liner Notes : Auteur non connu[6].

## Réédition FormatCD
Dans la compilation Cal Tjader with Willie Bobo and Mongo Santamaria - Latino!.
- Références : Fantasy Records F 24732 ou FCD 24732-2 (1994)[8].

## Observations particulières
Cet album est le dernier enregistrement studio des percussionnistes Willie Bobo et Mongo Santamaria avec Cal Tjader. Il traduit, et exprime bien le "son Latin jazz" comme l'entendait de Cal Tjader à cette époque. La numérotation au catalogue de Fantasy Records (voir rubrique Liens Externes) prouve que cet album est sorti bien après son enregistrement, soit en 1962.
Cet album se caractérise par le faible nombre (6) des morceaux enregistrés : Cal Tjader s'est essayé à des compositions plus longues et plus ambitieuses dont il avait acquis la maîtrise en concert. C'est la grande surprise de ce disque. Les titres studio du LP original Latino! ont été enregistrés postérieurement aux enregistrements live avec Willie Bobo et Mongo Santamaria. Tous ont été largement joués précédemment en concert avant d'être réenregistrés en version studio pour l'album Latino!: ce qui explique, pour partie, les critiques élogieuses et notamment leur aisance de jeu en session d'enregistrement sur les titres « A Night in Tunisia », « The Continental » et « Afro Blue ».
Rappelons ici, que Cal Tjader est avant tout un musicien de scène.

### Homonymie de titre d'album
Il existe une compilation Cal Tjader with Willie Bobo and Mongo Santamaria - Latino! dont le titre raccourci « Latino! » est intégré à la discographie studio de Cal Tjader. Elle reprend les titres de Demasiado Caliente (9 titres studio), et de Latino! (6 titres studio dont 4 ont été écourtés par rapport à la version LP d'origine pour rentrer au niveau du minutage sur le format CD : amputation de la durée de 2:02 ). Contrairement à ce qui est indiqué sur certaines discographies, et notamment à cause de la compilation CD sortie en 1994, l'album Latino! a bien été enregistré en 1960.

### Critique de l'album
Voir Cal Tjader with Willie Bobo & Mongo Santamaria - Latino! : Rubrique « Observations Particulières » (Titres Version Cd, traduit de l'article de Scott Yanow, All Music Guide).